# Anna Júlia Donáth
Anna Júlia Donáth (ur. 6 kwietnia 1987 w Budapeszcie) – węgierska polityk i socjolog, posłanka do Parlamentu Europejskiego IX kadencji, przewodnicząca Ruchu Momentum.

## Życiorys
Jej ojciec, pastor László Donáth, był deputowanym z ramienia socjalistów. Anna Júlia Donáth ukończyła socjologię na Uniwersytecie Loránda Eötvösa w Budapeszcie, później odbyła studia z zakresu migracji i ludoznawstwa na Uniwersytecie Amsterdamskim. Odbyła staż w Komisji Europejskiej, pracowała też w holenderskiej fundacji kulturalnej European Cultural Foundation. W 2016 została menedżerem projektu w Menedék Migránsokat Segítő Egyesület, organizacji zajmującej się udzielaniem pomocy imigrantom. Dołączyła do Ruchu Momentum, weszła w skład ścisłego kierownictwa tego ugrupowania. W wyborach w 2019 z jego ramienia uzyskała mandat posłanki do Parlamentu Europejskiego IX kadencji.
W listopadzie 2021 została wybrana na przewodniczącą swojej partii. Funkcję tę pełniła do maja 2022; zrezygnowała z ubiegania się o wybór na dalszy okres z uwagi na ciążę. Kierownictwo partii przejęła ponownie w grudniu 2023; ustąpiła jednak po tym, jak w czerwcu 2024 ruch nie przekroczył wyborczego progu w wyborach do PE X kadencji.